# Mgeni Haji
Mgeni Haji è una circoscrizione rurale (rural ward) della Tanzania situata nel distretto di Kati, regione di Zanzibar Centro-Sud. Conta una popolazione di 1 204 abitanti (censimento 2012).